# شماریا بن ایلیا
شماریا بن ایلیا یا شماریا بن ایلیا اکریتی نگروپونت(عبری: שמריה בן אליהו האיקריטי) فیلسوف یهودی و مفسر و شارح تورات و تنخ در قرن سیزدهم و چهاردهم میلادی، هم‌زمان با دانته و ایمانوئل بود.
او در رم زاده شد؛ و از سلاله یهودیان رم بوده‌است. پدرش، در دوران جوانی، به عنوان خاخام به کریت رفت، و خانواده وی در آن‌جا ساکن گشت؛ به همین دلیل شماریا یونانی و شماریا اکریتی خوانده می‌شود.
شماریا، در جوانی با زبان‌های ایتالیایی، لاتین و یونانی آشنا شد. وی اولین یهودی در قرون وسطا بود که ادبیات یونانی را، به جای ترجمه از منابع عربی یا عبری، از منابع اصلی ترجمه کرد. تا سی‌سالگی تنها منبع عبری که با آن آشنا بود، منحصراً تنخ بود؛ پس از آن به مطالعه هاگادا و تلمود روی آورد؛ پس از آن فلسفه را مورد مطالعه قرار داد.
در سال ۱۳۲۸ تفسیری طولانی بر کتاب غزل غزل‌های سلیمان نوشت و آن را به پشتیبان خود پادشاه رابرت نابلس تقدیم کرد؛ او در این اثر شاه رابرت را با سلیمان پادشاه مقایسه کرد. در دربار پادشاه، شماریا به مطالعه تنخ و شروح و تفاسیر میدراش پرداخت. در پایان سال ۱۳۲۹، شماریا موفق شد تفاسیری بر کتاب ایوب، اسفار پنج‌گانه تورات و سرودهای روحانی نیز تهیه کند؛ او تماماً مورد احترام قرائیمیها بود.
با مرگ پسرش در سال ۱۳۳۰، شماریا کارهای تحقیقاتی خود را رها کرد اما پس از مدتی آن را از سر گرفت. در سال ۱۳۴۶، وی کتاب سفرهاموره را درباب دیدگاه‌های فلسفی آفرینش نوشت. شماریا در این کتاب شماری از برهان‌های اثبات آفرینش از عدم را برشمرده و در آن‌جا گفته‌است که اگر خدا جهان را از عدم نمی‌آفرید، می‌بایست بخشی از خدا به آن‌چه اکنون جهان نامیده می‌شود، تبدیل شده باشد. این ادعاها مورد جواب‌گویی فیلسوفان قرار گرفت.
شماریا در نوشته‌هایش طرفدار نوعی عرفان فلسفی بود. او مرتباً از اتحاد میان نفس و عقل سخن گفته و از این طریق، معتقد بود، که نفس آدمی می‌تواند لذات متعالی را تجربه کند.
شماریا در سال ۱۳۵۲ به کاستیل و اندلس سفر کرد. موسی بن سموئیل اهل راکمو بعداً به مسیحیت گروید و اسم ژان آوینی را برای خود برگزید؛ وی در کتابش شماریا را دروغگو نامیده‌است. ظاهراً شماریا در سال ۱۳۵۲ خود را ماشیح، منجی موعود یهودیان، خواند و اعلام کرد که روزهای نجات و رهایی نزدیک است. به همین سبب، شماریا دستگیر شده، به زندان افتاد و در زندان درگذشت.